# لیلای
لیلای (انگلیسی: Lely) شرکت کشاورزی هلندی است، که در سال ۱۹۴۸ تأسیس شد.